# Lóide Aéreo Nacional
Lóide Aéreo Nacional S/A foi uma companhia aérea brasileira fundada em 1947 como Transporte Carga Aérea (TCA). Passou a se chamar Lóide Aéreo Nacional em 1949, após uma fusão com a Linhas Aéreas Paulistas (LAP) e a Transportes Aéreos Bandeirante (TABA). Operou até 1962 quando foi incorporada à VASP.

## Historia
Em 22 de dezembro de 1947, Ruy Vaccani funda a companhia aérea TCA – Transportes Carga Aérea S.A. em Formosa, Goiás. Tal empresa era especializada no transporte de cargas do eixo Rio-São Paulo para o interior de Goiás. Foi fundada exclusivamente para apoiar outro empreendimento do grupo, a Agro Colonizadora Industrial, na cidade de Formosa. Anteriormente, em 1928, Vaccani havia também fundado a ETA - Empresa de Transporte Aéreo, que operou menos de um ano, tendo sido vendida para a NYRBA do Brasil. Vaccani possuía boas relações políticas com o presidente Getúlio Vargas, que aparentemente o favorecia nos negócios. A nova empresa fundada por Vaccani tinha entre seus acionistas Roberto Taves, um dos fundadores da Aerovias Brasil e o Coronel Marcílio Jacques Gibson que em 1976 viria a fundar a TABA – Transportes Aéreos da Bacia Amazônica.
Em 24 de agosto de 1949 a TCA teve o seu nome alterado para Lóide Aéreo Nacional. Pouco tempo depois, em 3 de fevereiro de 1950, funde-se com a Linhas Aéreas Paulistas (LAP) e a Transportes Aéreos Bandeirantes (TABA), empresas que passavam por dificuldades financeiras, mas detinham concessão de diversas linhas regulares de passageiros. Iniciou-se, assim, o transporte aéreo regular de passageiros usando aviões Curtiss C-46 Commando, em voos do Rio de Janeiro para Belo Horizonte, Formosa, Carolina e São Luís. E de São Paulo para Belo Horizonte e Fortaleza. Essas operações cresceram a ponto de integrar praticamente todo território brasileiro.
Entre 1956 e 1958 o Lóide Aéreo Nacional e a Panair do Brasil celebraram um acordo a fim de evitar uma competição predatória. Pelo acordo, o território brasileiro foi dividido entre as empresas em áreas de influência. Também foi incluído no acordo o leasing de aeronaves.
A empresa começou a declinar em 1960 e finalmente em 1962 o Lóide Aéreo Nacional foi vendido e incorporado à VASP.

## Frota
| Aparelho                    | Quantidade | Anos de Operação |
| --------------------------- | ---------- | ---------------- |
| Beechcraft D17S             | 1          | 1941-1957        |
| Beechcraft B 185            | 2          | 1941-1958        |
| Fairchild 24W41             | 1          | 1942-1950        |
| Stinson SR-9E Reliant       | 1          | 1942-1943        |
| Lockheed Modelo 18 Lodestar | 5          | 1943-1948        |
| Douglas DC-3/C-47           | 18         | 1946-1951        |
| Curtiss C-46 Commando       | 40         | 1949-1962        |
| Douglas DC-4                | 10         | 1957-1962        |
| Douglas DC-6A               | 4          | 1961-1962        |

## Acidentes
- 12 de julho de 1951: um Douglas DC-3/C-47 prefixo PP-LPG, registrado para Linhas Aéreas Paulistas - LAP, voando de Maceió para Aracaju, após abortar o pouso sob condições adversas em Aracaju, arremeteu, vindo a cair em seguida. Todos os 33 ocupantes entre passageiros e tripulantes morreram.
- 24 de maio de 1952: um Curtiss C-46D-15-CU Commando prefixo PP-LDE, após a decolagem em Manaus-Ponta Pelada, caiu no Rio Negro ao tentar retornar ao aeroporto com falha nos motores. No acidente morreram os 6 ocupantes.
- 1 de fevereiro de 1958: um Douglas DC-4 prefixo PP-LEM, durante a decolagem noturna do Rio de Janeiro-Santos Dumont apresentou uma falha no motor nº 4. A decolagem foi abortada a 100m antes do fim da pista, um pneu estourou fazendo com que o avião saísse da pista, incendiando-se. Dos 72 passageiros e tripulantes abordo, 5 morreram.
- 11 de agosto de 1958: um Douglas DC-4 prefixo PP-LEQ, caiu por causas desconhecidas perto da Ilha de Carapí, no estado do Pará, quando fazia aproximação para pouso no aeroporto de Belém-Val de Cães. Dos 11 passageiros e tripulantes a bordo, 1 passageiro sobreviveu.
- 5 de setembro de 1958: um Curtiss C-46D-15-CU Commando prefixo PP-LDX caiu durante a aproximação para pouso em Campina Grande. Dois tripulantes e 11 passageiros morreram. Neste voo, entre os sobreviventes, estava o humorista Renato Aragão, o Didi dos Trapalhões.[5]